# Lappé Bangoura
Kanfory Lappé Bangoura, de son vrai nom Kanfory Mohamed Bangoura (né le 25 octobre 1961 à Conakry), est un enseignant et entraîneur de football guinéen.
Il a été l'entraîneur de l'équipe nationale de Guinée.

## Biographie

### Biographie et études
Il est diplômé d'une maîtrise en géographie de l'université Gamal Abdel Nasser de Conakry obtenue en 1986.

### Carrière professionnelle
Il est le fondateur du FC Séquence de Dixinn.
Il suit plusieurs stages de formations pour devenir entraîneur professionnel, notamment en 2002 à Lokeren (Belgique), en 2009 avec la CAF (pour l’obtention de la licence C), et de février 2014 à mai 2015 avec le FC Vichy (France). En 2015, il obtient la licence B de la CAF à Conakry puis la licence A en 2016 à Yaoundé au Cameroun.
Il devient l'entraîneur de l’AS Kaloum entre 2007 et 2008, puis du club d'Horoya AC.
Lappé Bangoura officie comme entraîneur de l'équipe nationale de football de Guinée entre juillet 2016 et janvier 2018 .
En 2022, il est confirmé à son poste d’entraîneur de l’équipe du Syli national local de Guinée.

### Vie privée
Marié et père de six enfants.